# Tajuria malcolmi
Tajuria malcolmi är en fjärilsart som beskrevs av Riley och Godfrey 1925. Tajuria malcolmi ingår i släktet Tajuria och familjen juvelvingar. Inga underarter finns listade i Catalogue of Life.